# Jehu Amaziah Orr

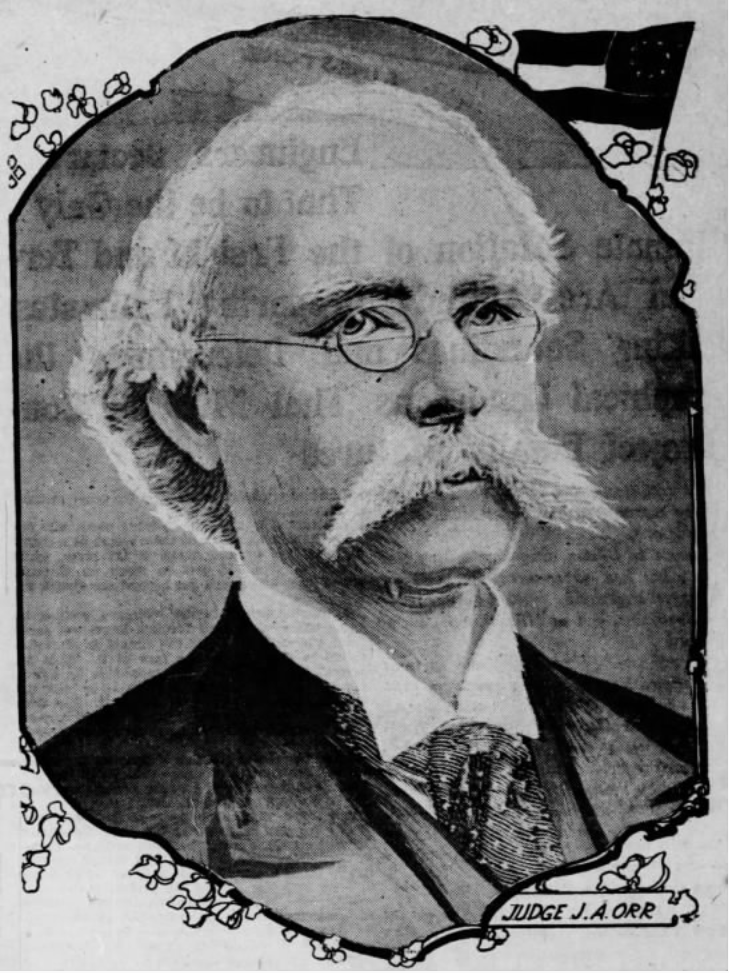
Jehu Amaziah Orr (1910)

Jehu Amaziah Orr (* 10. April 1828 im Anderson County, South Carolina; † 9. März 1921 in Columbus, Mississippi) war ein prominenter Politiker der Konföderierten Staaten von Amerika. Er war ein Presbyterianer.
Der in South Carolina geborene Jehu Amaziah Orr war der jüngere Bruder von James Lawrence Orr. Später zog Jehu nach Mississippi, wo er 1852 in das Abgeordnetenhaus des Staates gewählt wurde. Orr war 1861 Mitglied des Sezessionskonvents von Mississippi. Außerdem war er auch zwischen 1861 und 1862 Deputierter im provisorischen Konföderiertenkongress sowie zwischen 1864 und 1865 Abgeordneter im zweiten Konföderiertenkongress. Nach dem Amerikanischen Bürgerkrieg war er als Richter zwischen 1870 und 1876 tätig. Er starb am 9. März 1921 in Columbus, Mississippi und wurde auf dem dortigen Friendship Cemetery beigesetzt.